# Автомагістраль M1 (Росія)
Автомагістраль М-1 «Білорусь» — автомобільна дорога федерального значення Москва — Смоленськ — державний кордон з Білоруссю, частина європейського маршруту  та . Протяжність автомагістралі — 440 кілометрів.
Прямує територією Московської і Смоленської областей.

## Маршрут
Бере початок на перетині Можайського шосе і МКАД, далі проходить територією Московської області південніше міст Одинцова (4 км), Кубинки (52 км), Можайська (98 км), територією Смоленської області проходить на малій відстані південніше Гагаріна (166 км), північніше Вязьми (227 км), крізь Сафонова (297 км), Ярцева (334 км), далі північніше Смоленська по об'їзній дорозі (334 км) і перетинає державний кордон з Білорусью (440 км).
Продовження на захід — білоруська магістраль М1, на схід (у складі E30 і АН6) — федеральна магістраль М5 «Урал».
| 0 км   | Москва                                           |
| 21 км  | Жаворонки                                        |
| 50 км  | Кубинка                                          |
| 95 км  | Можайськ                                         |
| 127 км | Хващевка                                         |
| 159 км | Гагарін                                          |
| 213 км | Вязьма                                           |
| 258 км | Старе Істоміно                                   |
| 286 км | Сафоново                                         |
| 319 км | Ярцево                                           |
| 369 км | Смоленськ                                        |
| 400 км | Архиповка, перетин A 141                         |
| 440 км | Кордон з Білоруссю, продовження у Білорусі як M1 |

## Дублер
26 листопада 2013 року введено в експлуатацію платний дублер в об'їзд міста Одинцово з новим виходом на МКАД з метою забезпечення безперешкодного руху автотранспорту та розвантаження головного ділянки федеральної автомобільної дороги.  Об'їзд прямує від Молодогвардійської розв'язки на МКАД (причому з Молодогвардійської вулиці потрапити безпосередньо на дублер не можна) до 33-го кілометра Мінського шосе (через 1,5 км після Лісового Городка), розрахункова швидкість руху по трасі: 120 км/год. З 15 липня 2015 року вартість проїзду складає 250 рублів за весь відрізок: перша оплата 150 рублів (ділянка від МКАД до Одинцово), друга 100 рублів (ділянка від Одинцова до з'їзду на Мінське шосе). А в нічний час весь відрізок обійдеться всього 100 рублів, кожна оплата по 50 р, з 01:00 - 05:00.

## Стан автодороги
На всьому протязі дорога має 4 смуги (по дві смуги у кожний бік). У Смоленській області у В'яземському і Сафоновських районах з розподільною смугою посередині. Перед Сафоновим — залізничний переїзд. Великий мостовий перехід на 280-му км, через Дніпро. Стаціонарні пости ДАІ — в Голіцино, на 82-му км, перед межею зі Смоленської областю (127-ї км), поворот на Гагарін (160-й км), у Вязьмі (215-й км), Сафонове, Ярцеве, Смоленське.